# خوزه مانوئل پرس-مونیوس
خوزه مانوئل پرس-مونیوس (اسپانیایی: José Manuel Pérez-Muñoz‎؛ زادهٔ ۱۰ اکتبر ۱۹۷۸) موسیقی‌دان، آهنگساز و رهبر ارکستر اهل اسپانیا است.
او دانش‌آموختهٔ «کنسرواتوار عالی موسیقی سویل» است.
از فیلم‌ها یا مجموعه‌های تلویزیونی که وی در آن‌ها نقش داشته‌است، می‌توان به «بر روی برانکاردی دیگر» (۲۰۰۸) اشاره نمود.